# Nada (film)
Nada is een Frans-Italiaans dramafilm uit 1974 onder regie van Claude Chabrol.
Het scenario is gebaseerd op de gelijknamige roman (1972) van Jean-Patrick Manchette.

## Verhaal
Een groep anarchisten besluit de Amerikaanse ambassadeur in Frankrijk te ontvoeren. Als tijdens de operatie een politieagent wordt gedood, krijgt commissaris Goemond de vrije hand om alles op zijn eigen manier af te handelen.

## Rolverdeling
| Acteur            | Personage                       |
| ----------------- | ------------------------------- |
| Fabio Testi       | Diaz                            |
| Maurice Garrel    | Epaulard                        |
| Mariangela Melato | Cash                            |
| Michel Duchaussoy | Treuffais                       |
| Michel Aumont     | Goemond                         |
| Didier Kaminka    | Meyer                           |
| Lou Castel        | D'Arey                          |
| Katia Romanoff    | Anna Meyer                      |
| André Falcon      | Minister van Binnenlandse Zaken |
| François Perrot   | de kabinetschef                 |
| Lyle Joyce        | Ambassadeur Poindexter          |
| Viviane Romance   | Mevrouw Gabrielle               |
| Daniel Lecourtois | Prefect                         |
| Rudy Lenoir       | Mijnheer Bouillon               |